# Poecilostreptus
A Poecilostreptus  a madarak osztályának verébalakúak (Passeriformes) rendjébe és a tangarafélék (Thraupidae) családjába tartozó nem. 
Korábban a Tangara nembe sorolták ezt a két fajt is , de egy molekuláris filogenetikai tanulmány 2014-ben megállapította, hogy Tangara nem  polifiletikus, ezért a fajokat áthelyezték egy új nembe.  Az áthelyezést, több szervezet még nem fogadta el.

## Rendszerezésük
A nemet Kevin J. Burns, Philip Unitt és Nicholas A. Mason, írták le 2016-ban, az alábbi fajok tartoznak ide:
- azúrhasú tangara (Poecilostreptus cabanisi, vagy Tangara cabanisi)
- Poecilostreptus palmeri, vagy Tangara palmeri